# Jacopo Melani
Jacopo Melani (Pistoia, 6 luglio 1623 – Pistoia, 18 agosto 1676) è stato un compositore, organista e cantante italiano, fratello di Alessandro, compositore, e di Atto e Domenico, cantanti.

## Biografia
Figlio primogenito di Domenico e Camilla Giovannelli, la sua fu una importante famiglia di musicisti, e si avvicinò sin da bambino alla musica ed al canto.
Dal 1645 fu organista e poi maestro di cappella presso la cattedrale di San Zeno di Pistoia.
Nel 1644 esordì alla corte parigina e nel 1647 interpretò Giove nel successo della prima assoluta di Orfeo con Atto Melani e Marc'Antonio Pasqualini al Palais-Royal della capitale francese. In questi anni diventò sacerdote, e proseguì la sua carriera teatrale.
Contemporaneamente diventò organista anche con la Congregazione dello Spirito Santo e collaborò con importanti accademie fiorentine, che organizzavano i principali spettacoli musicali.
Compose un buon numero di opere comiche: La Tancia o il Podestà di Colognole in occasione dell'inaugurazione del Teatro della Pergola di Firenze (1657), Il pazzo per forza (1658) al Teatro della Pergola, Il vecchio burlato (1659) al Teatro della Pergola e La serva mobile (1660). Sempre nel 1657 ebbe la prima assoluta l'opera Scipione in Cartagine al Teatro Niccolini (Firenze).
Compose l'opera seria Ercole in Tebe, messa in scena nel 1661 con il tenore Antonio Cesti e Giovanni Francesco Grossi al Teatro della Pergola in occasione del matrimonio del principe Cosimo III con Margherita Luisa d'Orléans. Nel 1668 Il girello con il libretto di Filippo Acciaiuoli ebbe la prima al Palazzo Colonna di Roma, nel 1669 Il ritorno di Ulisse al Palazzo dei Medici di Firenze, nel 1670 Enea in Italia al Palazzo dei Medici e nel 1674 Tacere et amare al Teatro Niccolini (Firenze).
Le sue musiche furono ereditate dai padri della Congregazione del Chiodo della sua città oltreché acquistate dal granduca di Toscana.
Si misero in evidenza anche i suoi sette fratelli, fra i quali Alessandro, maestro di cappella ed autore di oratori e mottetti.